# 小川光氏
小川 光氏（おがわ みつうじ）は、安土桃山時代から江戸時代にかけての大名。豊後永山城（丸山城）主。日田藩の初代藩主ともする。通称は左馬助、壱岐守。

## 略歴
小川祐忠（宗氏）の長男とも次男ともいう。
慶長5年（1600年）の関ヶ原の戦いで西軍に属したために、祐忠・祐滋（良氏）は改易となるが、祐忠の正室の弟
にあたる一柳直盛（監物）の奔走もあって、慶長6年（1601年）に豊後国日田郡2万石に入領した。
既存の日隈城には毛利高政が城代を置いていたため、日田郡夜開郷永山に新しく丸山城を築いた。城が完成する間の3年間は日田郡友田村丸山を居城とした。この丸山の所在については諸説あり、現在の北友田三郎丸にある星隈公園（三郎丸砦跡）とする一方、岡為造著の『日田郡史』（1915年）では現在の日田市光岡岳林寺の裏手の山としている。
慶長15年（1610年）8月に病死した。光氏の死後、小川家は無嗣断絶となるが、元和2年（1616年）8月に石川忠総が6万石で入封するまでの間、城地は一族の小川喜助と小川又右衛門が管理した。

## 光氏の知行について
石川氏転封の寛永16年（1639年）に、旗本の小川正長（藤左衛門）と小川氏行（九左衛門）が、幕府直轄地日田、玖珠、速見郡内約4万1,800石の代官として着任した。慶安元年（1648年）に氏行が西下の途中で事故に遭って死亡。明暦元年（1655年）に正長も死亡し、氏行の子息の行広（又左衛門）と、正長の正久（藤左衛門）が日田代官を務めている。しかし寛文5年（1665年）に支配所で農民訴訟（一揆のこと）が起きたことで、両名とも家禄没収となった。
この日田代官の小川氏と小川光氏との関係は判然としないが、小川光氏の日田入領は、代官としての赴任であるという説が定説となっている。
一方で、中野等（九州大学院教授）は慶長6年9月7日（グレゴリオ暦1601年10月2日）付けの「豊後国内御知行方目録」を示して、光氏は代官ではなく大名であった、すなわち日田領は小川氏の知行地であった可能性を指摘している。